# George Whitman Hendee

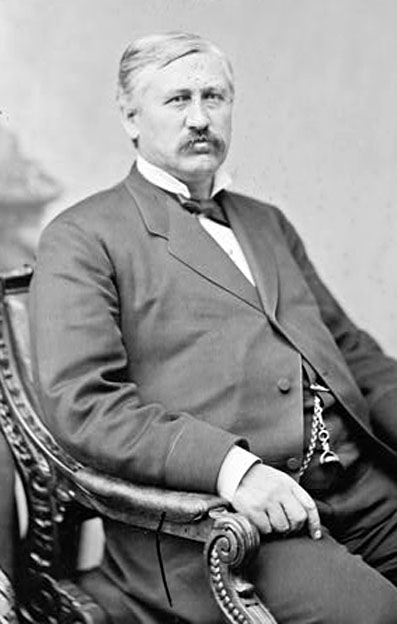
George Whitman Hendee

George Whitman Hendee, född 30 november 1832 i Stowe, Vermont, död 6 december 1906 i Lamoille County, Vermont, var en amerikansk republikansk politiker. Han var viceguvernör i Vermont 1869–1870 och skötte sedan guvernörsämbetet från februari till oktober 1870. Han var ledamot av USA:s representanthus 1873–1879.
Hendee studerade juridik och inledde 1855 sin karriär som advokat i Vermont. Under amerikanska inbördeskriget tjänstgjorde han i nordstatsarmén. Han var ledamot av delstatens senat 1866–1868.
Hendee tillträdde 1869 som viceguvernör i Vermont. Guvernör Peter T. Washburn avled 1870 i ämbetet och Hendee skötte ämbetet fram till den 6 oktober 1870. I kongressvalet 1872 blev han sedan invald i USA:s representanthus. Han omvaldes två gånger men lyckades inte bli nominerad till omval i kongressvalet 1878.
Hendee ligger begravd på Pleasant View Cemetery i Morrisville.